# Municipio de Riley (Arkansas)
El municipio de Riley (en inglés: Riley Township) es un municipio ubicado en el condado de Yell en el estado estadounidense de Arkansas. En el año 2010 tenía una población de 807 habitantes y una densidad poblacional de 13,92 personas por km².

## Geografía
El municipio de Riley se encuentra ubicado en las coordenadas 35°7′37″N 93°32′57″O / 35.12694, -93.54917. Según la Oficina del Censo de los Estados Unidos, el municipio tiene una superficie total de 57.97 km², de la cual 57,41 km² corresponden a tierra firme y (0,96 %) 0,56 km² es agua.

## Demografía
Según el censo de 2010, había 807 personas residiendo en el municipio de Riley. La densidad de población era de 13,92 hab./km². De los 807 habitantes, el municipio de Riley estaba compuesto por el 89,34 % blancos, el 0,25 % eran afroamericanos, el 0,74 % eran amerindios, el 1,73 % eran asiáticos, el 7,06 % eran de otras razas y el 0,87 % eran de una mezcla de razas. Del total de la población el 12,89 % eran hispanos o latinos de cualquier raza.